# آنجل سامرز
آنجل سامرز (فرانسوی: Angell Summers‎) ؛ (زادهٔ ۲۹ مهٔ ۱۹۸۷) نام هنری بازیگر پورنوگرافی اهل فرانسه است.

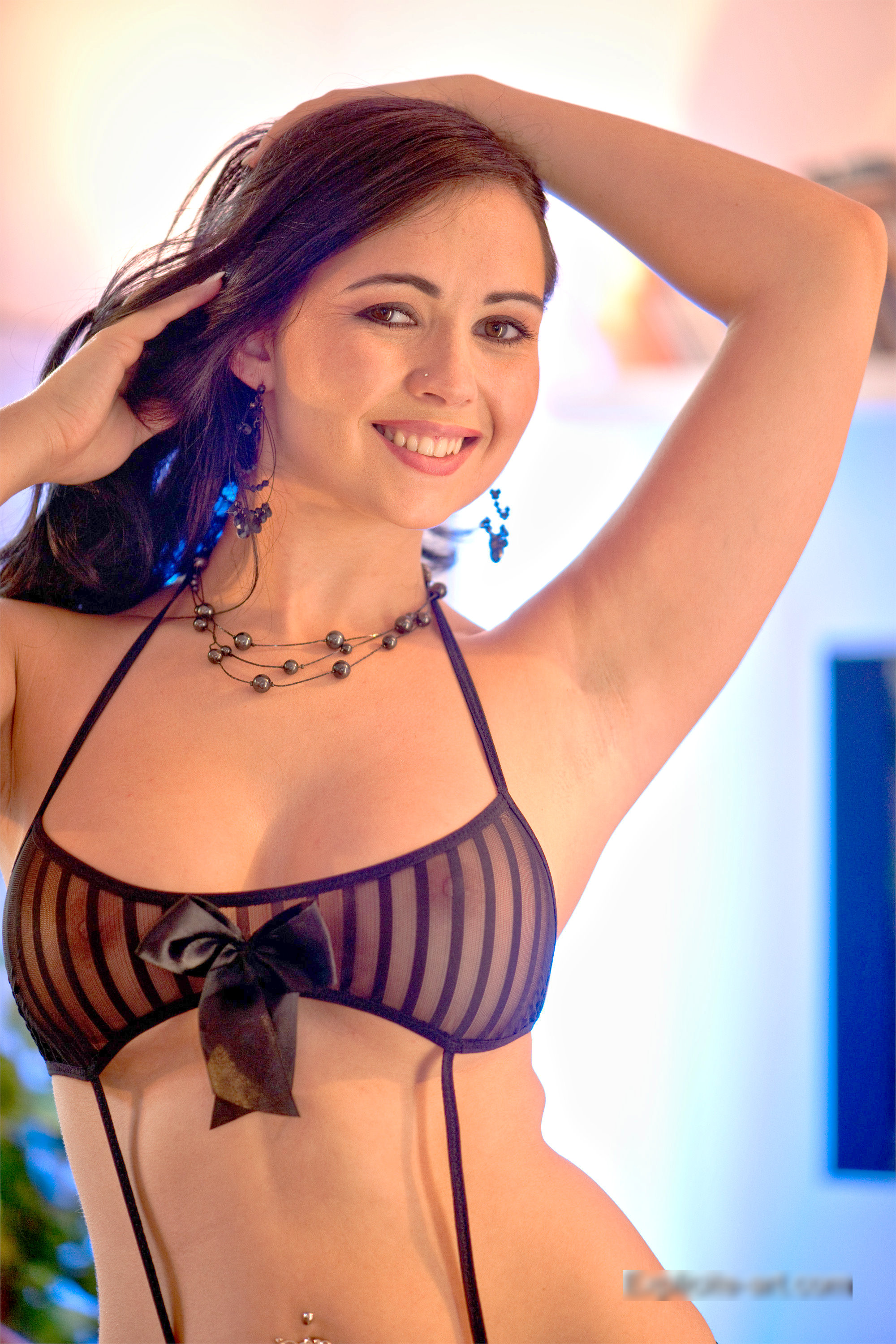
آنجل سامرز در سال ۲۰۱۰

او در شهر شارتر کشور فرانسه به دنیا آمد و حرفه مدلینگ و رقص برهنه را در اوایل سال ۲۰۰۷ آغاز کرد، سپس در مه ۲۰۰۸ وارد صنعت پورن شد. در سال ۲۰۰۹ جایزهٔ هات طلا را برای ستاره فرانسوی برد و در سال ۲۰۱۱ نیز نامزد دریافت جایزهٔ بهترین بازیگر زن خارجی از SHAFTA Awards شد.